# Paszcza Rekina

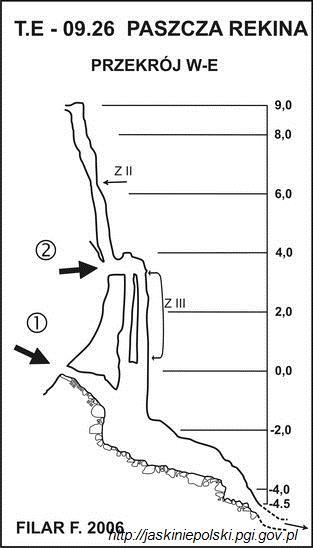
Paszcza Rekina przekrój

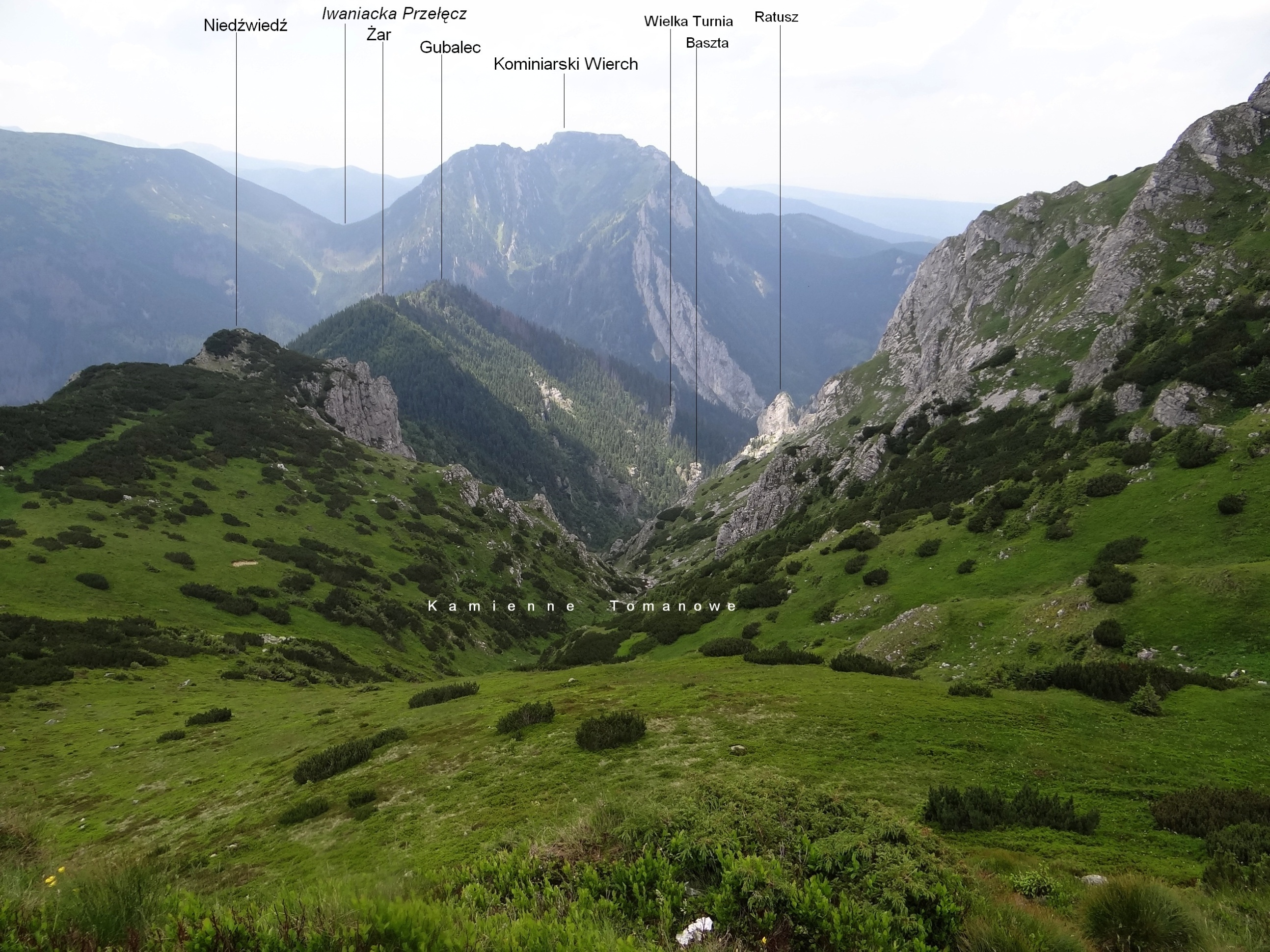
Widok na górną i środkową część Wąwozu Kraków

Paszcza Rekina – jaskinia w Dolinie Kościeliskiej w Tatrach Zachodnich. Ma dwa otwory wejściowe znajdujące się w zachodnim zboczu Wąwozu Kraków, w stoku Gubalca, na wysokości 1220 m n.p.m. Długość jaskini wynosi 25 metrów, a jej deniwelacja 13,5 metrów.

## Opis jaskini
Jaskinia posiada dwa wejścia (górne i dolne), które po paru metrach od otworów łączą się ze sobą dwiema równoległymi, kilkumetrowymi, pionowymi studniami (kominkami). Z dolnego otworu (oprócz kominków prowadzących do górnego otworu) można iść w dół korytarzem, który kończy się po paru metrach szczeliną. Z górnego otworu (oprócz studni prowadzących do dolnego otworu) można iść stromo w górę korytarzem przypominającym rurę do zacisku za którym znajduje się trzymetrowy kominek kończący się szczeliną.

## Przyroda
W jaskini można spotkać polewy kalcytowe oraz nacieki grzybkowe.

## Historia odkryć
Jaskinia (górny otwór) została odkryta 19 sierpnia 2001 roku przez F. Filara i Ł. Głowackiego. 8 sierpnia 2006 roku F. Filar i M. Parczewski odkryli dolny otwór oraz sporządzili plan i opis jaskini.